# Diastylis glabra
Diastylis glabra är en kräftdjursart som beskrevs av John Todd Zimmer 1900. Diastylis glabra ingår i släktet Diastylis, och familjen Diastylidae. Arten är reproducerande i Sverige.